# Кихон
Кихон је јапански израз који значи „основа“. Израз се односи на основне технике које се уче и вежбају као темељ већине јапанских борилачких вештина. Вежбање и знање кихона је од суштинске важности за свако напредно тренирање. На сновном нивоу ово укључује ставове, ударце ногом и руком, блокове, чишћења и бацања али укључује и основне репрезентативне кате.
Кихон технике теже да се често вежбају, у многим случајевима током сваког тренинга. Сматрају се путем ка унапређењу свих покрета веће компексности.

## У каратеу
Стилови каратеа разликују се знатно према фокусу који стављају на кихон, или недостатку истог. Кихон се може вежбати као „подна вежба“ где се исте технике или њихове комбинације понављају изнова и изнова док се ученици крећу преко пода. Такође, кихон може бити у форми унапред договорене вежбе у двоје, или рада са врећама за ударање/штитовима/луткама... Неки стилови имају мали сет основних техника које се вежбају константно на сваком тренингу, док друге имају мноштво техника које се вежбају само сваких пар месеци.

## У кендоу
У кендоу постоје разни кихон системи. Једани од најпознатијих су "Dai Ichi Kihon" и "Dai Ni Kihon" развијени од стране полицијских снага Јапана.
Свејапанска кендо федерација 2005. године представила је нову методологију "Bokuto Ni Yoru Kendo Kihon-waza Keiko-ho". Циљ методологије био је да развије форму тренинга која би се укључила у стандардну кендо праксу у сврху:
1. Помогања почетницима да науче концепт да је shinai репрезентација катане.
2. Разијања солидних основа и техника које су директно преводиве у bōgu.
3. Развијања ученичке способности и схватања за касније вежбање кендо кате.
4. Развијања reihō-а.

## У аикидоу
У аикидоу такође постоје одабрани кихон системи у зависности од стила. Кихон ивама стила тежи да буде од статичког снажног хватања, док Шодокан кихон почиње са двоје људи раздвојених на дефинисаној удаљености. У свим случајевима улога оба учесника је стриктно дефинисана. Јошинкан аикидо такође поклања велики значај кихон техникама.